# Liste d'élections en 1806
Chronologie des élections
- 1802
- 1803
- 1804
- 1805
- 1806
- 1807
- 1808
- 1809
- 1810

Cet article recense les élections organisées durant l'année 1806.

Dans les premières années du XIXe siècle, seuls deux pays organisent des élections nationales : le Royaume-Uni de Grande-Bretagne et d'Irlande et les États-Unis.

## Élections nationales en 1806
| Date                        | État        | Élection ou référendum                    | Contexte | Résultat |
| --------------------------- | ----------- | ----------------------------------------- | --- | --- |
| 29 octobre - 17 décembre    | Royaume-Uni | Générales                                 | À la suite de la mort du Premier ministre William Pitt le Jeune (Parti tory : conservateur), et dans le cadre des guerres napoléoniennes, William Grenville, 1er baron Grenville (Parti whig : progressiste) est devenu Premier ministre en février 1806 à la tête d'un « gouvernement de tous les talents » (union nationale de presque toutes les factions). | Le Parti whig remporte une large majorité des sièges. Lord Grenville demeure Premier ministre.                |
| 20 novembre                 | Haïti       | Sénatoriales (de)                         | | Cette section est vide, insuffisamment détaillée ou incomplète. Votre aide est la bienvenue ! Comment faire ? |
| 29 avril 1806 - 4 août 1807 | États-Unis  | Législatives (chambre (en) et sénat (en)) | | Voir la page : Liste d'élections en 1807.                                                                     |